# Silent Night (película de 2012)
Silent Night o Noche de Paz es una película de terror del 2012 y una remake del film de 1984 Silent Night, Deadly Night. Es dirigida por Steven C. Miller y protagonizada por Jaime King y Malcolm McDowell. Fue estrenada el 4 de diciembre de 2012 en Canadá.

## Trama
La película relata la historia de un asesino en serie disfrazado de Santa Claus que aterroriza a la comunidad el día de Nochebuena. Un sheriff del pequeño pueblo (Malcolm McDowell) irá en su búsqueda con la ayuda de la temerosa e insegura oficial Aubrey Bradimore (Jaime King). Pero con las calles llenas de Santas por el desfile anual de Navidad, el asesino se esconde a plena vista. Este maníaco asesino, traumatizado por presenciar el asesinato de sus padres cuando todavía era un niño, ha hecho ya su lista, y todos aquellos que se portaron indebidamente caerán uno por uno.

## Reparto
- Jaime King como Alguacil Aubrey Bradimore.
- Malcolm McDowell como Sheriff James Cooper.
- Donal Logue como Santa Jim Epstein.
- Ellen Wong como Brenda.
- Brendan Fehr como Alguacil Jordan.
- Lisa Marie como La señora Morwood.
- Courtney-Jane White como Tiffany Revie.
- Erik J. Berg como Dennis MacKenzie.
- Rick Skene como Ronald Jones Jr.
- Ali Tataryn como Alana Roach.
- Cortney Palm como María.
- Mike O'Brien como Stein Karsson.
- Andrew Cecon como Alguacil Stanley Giles.
- Tom Anniko como Alcalde Sy Revie.
- Curtis Moore como El reverendo Madeley.
- John B. Lowe como Sr. Bradimore.
- Aaron Hughes como Frank Forester.
- Kelly Wolfman como Goldie Wallace.
- Jessica Cameron como Enfermera.

## Diferencias con la versión original
Si bien sigue la misma trama de un asesino disfrazado de Santa Claus, esta versión tiene sus diferencias al guion original:
- La película se centra en la búsqueda del asesino, desatendiendo la forma o secuencia en la que este se convierte en un criminal en serie como si lo explica la original.
- En esta nueva versión el criminal sufre un trauma en la que el asesino no es un delincuente disfrazado de Santa sino el propio padre disfrazado como tal.
- En el remake interviene de forma activa siendo el caso como parte de la investigación, situación que en la versión original se da en forma pasajera y en sus últimas instancias.
- Los asesinatos son más numerosos aunque copiando algunos célebres de la versión de 1984.